# Гиневра
Краљица Гиневра (енгл. Guinevere, вел. Gwenhwyfar) је легендарна краљица Камелота и супруга краља Артура, која се помиње у средњовековним велшким хроникама, као и енглеским и француским епским песмама о краљу Артуру и витезовима Округлог стола, које чине Британски циклус (енгл. Matter of Britain) у енглеској и француској средњовековној књижевности.

## Легенда
Легенда о Артуру и Гиневри први пут се помиње у Историји краљева Британије (лат. Historia Regum Britanniae) велшког монаха Џефрија од Монмута (1095−1155), и разликује се у детаљима зависно од извора. У основи, Гиневра се из дужности удаје за краља Артура, кога поштује као јунака и господара, али брак остаје без деце. Гиневру отимају краљеви непријатељи, а спасава је Артуров најбољи витез и пријатељ, Ланселот. Ослобођена краљица се заљубљује у Ланселота, који, након дугог колебања између дужности према краљу, витешке части и својих осећања, постаје њен тајни љубавник. Проказани од краљевих непријатеља, љубавници су ухваћени на делу и осуђени на смрт, али их Артур обоје помилује: Ланселот је протеран, а Гиневра затворена у манастир. Губитак супруге и најбољег пријатеља тешко погађа Артура, што користе његови непријатељи да започну рат, који се завршава Артуровом смрћу и падом Британије.

## Популарност
Легенда о краљу Артуру и Гиневри била је веома популаран мотив у поезији и књижевности, од француских витешких романси из 12. и 13. века, преко Томаса Малорија и његовог дела Смрт Артурова (фр. Le Morte d'Arthur), до модерних историјских романа Бернарда Корнвела (енгл. The Warlord Chronicles, 1995−1997). Ова тема је екранизована много пута, а краљицу Гиневру играле су:
- Ава Гарднер у филму Витезови Округлог стола,
- Чери Лунги у филму Екскалибур,
- Џулија Ормонд у филму Први витез,
- Кира Најтли у филму Краљ Артур.